# Asarum hartwegii
Asarum hartwegii är en piprankeväxtart som beskrevs av S. Wats.. Asarum hartwegii ingår i släktet hasselörter, och familjen piprankeväxter. Inga underarter finns listade i Catalogue of Life.